# Penthimia zampa
Penthimia zampa är en insektsart som beskrevs av William Lucas Distant 1910. Penthimia zampa ingår i släktet Penthimia och familjen dvärgstritar. Inga underarter finns listade i Catalogue of Life.